# Кацнельсон, Михаил Иосифович
Михаи́л Ио́сифович Кацнельсо́н (род. 10 августа 1957, Магнитогорск, СССР) — советский, российский и нидерландский физик-теоретик, доктор физико-математических наук (1985), профессор Университета Радбауда (Нидерланды, 2004).
Лауреат премии Ленинского комсомола (1988), почётный доктор Уппсальского университета (Швеция, 2012), рыцарь ордена Нидерландского льва (2011), лауреат премии Спинозы (2013).

## Биография
Родился 10 августа 1957 года в Магнитогорске в еврейской семье. В 1972 году окончил физико-математическую школу № 53 в Магнитогорске. В 1977 году окончил Уральский государственный университет.
Работал заведующим лабораторией квантовой теории металлов Института физики металлов УрО РАН, доктор физико-математических наук (1985), профессор (1992—2001).
В 2002—2004 годах был приглашённым профессором в Уппсальском университете, с 2004 года живёт и работает в Нидерландах.
В 2013 году награждён премией Спинозы (названной в честь Бенедикта Спинозы) за разработку базовой концепции и понятий, которыми оперирует наука в области графена. В 2014 году избран членом Нидерландской королевской академии наук.
Основные результаты в области теории сильно коррелированных систем, физики магнетизма, графена. Участвовал в открытии хиральных квазичастиц в однослойном и двуслойном графене, рипплов на графене, гидрогенизированного графена (графана), создании первого графенового транзистора. Предсказал «клейновское туннелирование», определяющее особенности электронного транспорта в графене и подтверждённое экспериментально.
Женат, имеет двоих детей. Православного вероисповедания.

## Награды
- Премия Ленинского комсомола (1988)
- Рыцарь ордена Нидерландского льва (2011)
- Премия Спинозы (2013)[5]
- Hamburger Preis für Theoretische Physik (2016)[6][7]

## Научно-популярные статьи
- Теория Гинзбурга — Ландау // ТрВ № 42, 24 ноября 2009 года
- Проблема Кондо // ТрВ № 51, 13 апреля 2010 года
- Физика конденсированного состояния: 10 ключевых утверждений // ТрВ № 79, 24 мая 2011 года